# Kompas Gramedia
Kompas Gramedia – indonezyjskie przedsiębiorstwo mediowe. Zostało założone w 1963 roku, a swoją siedzibę ma w Dżakarcie.
Odpowiada m.in. za wydawanie dziennika „Kompas” (zał. 1965); jest także właścicielem księgarni Gramedia, platformy blogowej Kompasiana, sieci informacyjnej Tribun Network oraz sieci hotelowych Santika i Amaris. Oprócz tego do Kompas Gramedia należą wydawnictwa książkowe i komiksowe – Elex Media Komputindo i Gramedia Pustaka Utama.
Jest największym konglomeratem mediowym na rynku indonezyjskim.